# 単極誘導
単極誘導（たんきょくゆうどう、英: unipolar lead）は、磁場中で導体が運動する事により誘導電流が発生する現象。この現象はマイケル・ファラデーによって1821年に単極誘導電動機が考案され、1831年に単極誘導発電機が開発されたことで、発見された。

## 概要
磁極が配置された円柱状磁石に対し、同軸上に導体円盤を配置して軸回りに回転させると、中心軸と円盤の辺縁部との間に誘導起電力（電圧）が発生し、回路を構成すると中心部と辺縁部間に誘導電流が流れる。 磁界（磁場）を発生する磁石を回転子と一緒に回転させた場合、銅線部分には、回転子の回転を加速させる際に発生する反作用のトルクが、金属板部分に働くモーメントと大きさは同じで反対向きに働くとされる。
以下の現象が実験により確認された。
1. 磁石を固定して円板を回転すると誘導電流が流れる。
2. 円板を固定して磁石を回転すると誘導電流は流れない。
3. 磁石と円板を一緒に回転すると誘導電流が流れる。

## 文献
- パリティ編集委員会 編『続 間違いだらけの物理概念』丸善、1995年3月、123頁。ISBN 9784621040461。
- 青野 修、小出 昭一郎、大槻 義彦『物理学One Point-2 電場・磁場』共立出版、1979年1月、62,81頁。ISBN 9784320031470。
- 中川雅仁「単極モーターの動作原理」『日本物理教育学会誌「物理教育」』第2号、2007年、141-144頁。
- 霜田光一「やさしくて難しい電磁気の実験」『パリティ』第12号、1989年12月、80-83頁。
- 「モーター進化の百年」『大人の科学マガジン』、学研、2008年9月30日、ISBN 978-4056052763。